# Urbie Green

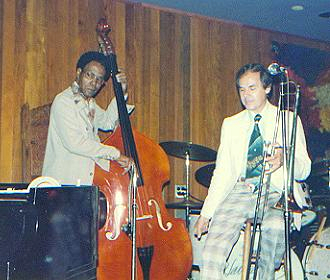
George Morrow und Urbie Green (1978)

Urban Clifford „Urbie“ Green (* 8. August 1926 in Mobile, Alabama; † 31. Dezember 2018 in Hellertown, Pennsylvania) war ein Jazzposaunist, der unter anderem bei Woody Herman, Gene Krupa und Frankie Carle gespielt hat. Er hat an über 250 Aufnahmen mitgewirkt und mehr als zwei Dutzend Alben als Solist aufgenommen.

## Leben
Urbie Green erhielt als Kind Klavierunterricht von seiner Mutter. Mit 12 Jahren begann er wie seine beiden älteren Brüder Posaune zu spielen. Zu dieser Zeit hörte er die Musik von so bekannten Posaunisten wie Tommy Dorsey, J. C. Higginbotham, Jack Jenny, Jack Teagarden und Trummy Young. Am meisten wurde er aber vom Trompeter Dizzy Gillespie sowie den Saxophonisten Charlie Parker und Lester Young beeinflusst. Weitere Einflüsse sind durch den Gesang von Perry Como und Louis Armstrong auszumachen. Mit 15 Jahren startete Green seine professionelle Musikerkarriere. Erst spielte er in Tommy Reynolds Band in Kalifornien, bevor er für einige Zeit bei Bob Strong und Frankie Carle mitspielte.
Im Jahr 1947 wurde Green Mitglied bei Gene Krupa and His Orchestra und 1950 in Woody Hermans dritter „Thundering Herd“ Big Band, wo er neben seinem Bruder Jack spielte. 1954 wurde er mit dem „New Star Critics Award“ des Down Beat Magazins ausgezeichnet. Nach dem Umzug nach New York City 1953 etablierte er sich als einer der gefragtesten Posaunisten. Er wurde mehrmals von der National Academy of Recording Arts and Sciences zum „Most Valuable Player“ gewählt. Green hat mit beinahe allen bekannten Jazzgrößen der 1950er- und 1960er-Jahre Aufnahmen gemacht, auch mit Frankie Laine (Jazz Spectacular, 1956). Zudem leitete er eigene Bands und tourte als Solist mit verschiedenen Bands, unter anderem bei Benny Goodman, Count Basie und Tommy Dorseys Orchester nach dessen Tod 1956. Er spielte mit dem innovativen Produzenten Enoch Light für die Plattenlabels Command und Project 3 Alben ein, die wahrscheinlich seine bekanntesten sind. Dazu gehören die jeweils auf zwei Teile angelegten Alben The Persuasive Trombone of Urbie Green sowie 21 Trombones.
In den 1970er Jahren begann Green Innovationen auf seinem Instrument zu entwickeln. Er entwickelte ein Mundstück für Jet Tone (Memento vom 10. Oktober 2003 im Internet Archive) und zusammen mit Martin Brass Verbesserungen am Instrument selber. Zudem begann er mit einer „Green Monster“ zu experimentieren, einer Posaune von King mit eingebauter Elektronik für Oktav- und Halleffekte. Einige seiner besten Aufnahmen aus dieser Zeit sind die mit Enoch Light and the Light Brigade, Dick Hyman, Maynard Ferguson sowie Doc Severinsen. Nach den sehr produktiven Jahren mit Enoch Light änderte sich Urbie Greens Spielstil etwas. Bei seinen Aufnahmen mit dem Plattenlabel CTI kam die Begleitband mehr zur Geltung und weniger der Solist Green.
Seit den 1980er-Jahren hat Urbie Green nur noch zwei Alben eingespielt, Just Friends und Sea Jam Blues; beide sind Liveaufnahmen.
Zuletzt verbrachte er die meiste Zeit mit seiner zweiten Frau Kathy, einer Jazzsängerin, in der Poconoregion von Pennsylvania. Sie haben zwei Kinder; Sohn Jesse wurde ebenfalls Jazzmusiker. Urbie Green gab immer noch jeden September Konzerte beim Celebration of the Arts (COTA) Festival in Delaware Water Gap, unweit seines Zuhauses. 1995 wurde er in die Alabama Jazz Hall of Fame gewählt.

## Spielstil
Urbie Green ist bekannt für seinen weichen und warmen Sound, selbst in den hohen Tonlagen. Er verfügte über eine Technik, die in seine Jugend unerhört war und noch heute von vielen als makellos gepriesen wird. Stilistisch war er eine – technische – Weiterführung von Tommy Dorseys Stil.

## Diskographie
- New Faces, New Sounds (Blue Note, 1953)
- Urbie Green Septet (Blue Note, 1954)
- Blues and Other Shades of Green (Blue Note, 1955)
- The Melodic Tones of Urbie Green (Bethlehem, 1955)
- East Coast Jazz, Volume 6 (Bethlehem, 1955)
- The Lyrical Language of Urbie Green (Bethlehem, 1955)
- The Melodic Tones of Urbie Green (Vanguard, 1955)
- Urbie Green and His Band (Vanguard, 1955)
- Blues and Other Shades of Green (Paramount, 1955)
- All About Urbie Green (Paramount, 1955)
- Urbie Green Octet / Slidin’ Swing (Jazztone, 1957)
- Let’s Face the Music and Dance (RCA, 1957)
- Best of New Broadway Show Hits (RCA, 1958)
- The Persuasive Trombone of Urbie Green (Command, 1960)
- The Persuasive Trombone of Urbie Green Volume 2 (Command, 1961)
- Urbie Green and His 6-tet (Command, 1963)
- 21 Trombones (Project 3, 1967)
- 21 Trombones Volume 2 (Project 3, 1967)
- Green Power (Project 3, 1971)
- Bein’ Green (Project 3, 1972)
- Urbie Green’s Big Beautiful Band (Project 3, 1974)
- The Fox (CTI, 1976)
- Seńor Blues (CTI, 1977)
- Live at Rick’s Cafe American (Flying Fish, 1978)
- Just Friends (E.J., 1981)
- Sea Jam Blues (Chiaroscuro, 1995)